# ロシアパン
ロシアパンとは、日本特有の菓子パンの一つであり、ロシアで古くから食べられている丸型やナマコ型のパンを模して作られた製品。とりわけ両こぶし大から上半身大ほどまで大きく作られることに特徴がある。

## 概要
ロシアなど東ヨーロッパでは、グルテンを含まないライ麦粉などを原料としてパンを製造しているため、食パンのようなふんわりとしたパンができない（そのために焼き型を用いず、丸く形作っている）。これに対し、日本の菓子パンとしての「ロシアパン」はライ麦を使っていないため、酸味もなく、硬さも本家のものとは大きく異なりふんわりとしている。
上からアイシングしたシュガーパンが一般的だが、生地に黒糖を練り込んだものや、中にフィリングを入れたものなど、様々なバリエーションが存在する。

## 伝来史
明治末期頃より、全国の都市部で在日ロシア人が屋台を引いてパンを売り歩くのが典型的な事業となっており、これを特に「ロシアパン」と称していた記録が残る。1910年（明治43年）発表の与謝野寛の詩「ぱん、ぱん」の一節で「ぱん、ぱんと悪き売声。ろしやぱん売の悲しさよ」と言及されているものがこれにあたる。
1909年（明治42年）には、東京のパン店・中村屋がロシアパンの製造販売を開始。1921年（大正10年）にはロシア人職人を招いての本格製造をスタートさせ、当時の人気商品となった。

## 主な商品
山崎製パンの「ロシアパン」は1948年（昭和23年）の創業以来の人気商品になっている。かつては「大ロシア」という、「ロシアパン」以上に大きくてボリュームのある製品も存在した。